# 富士山検定

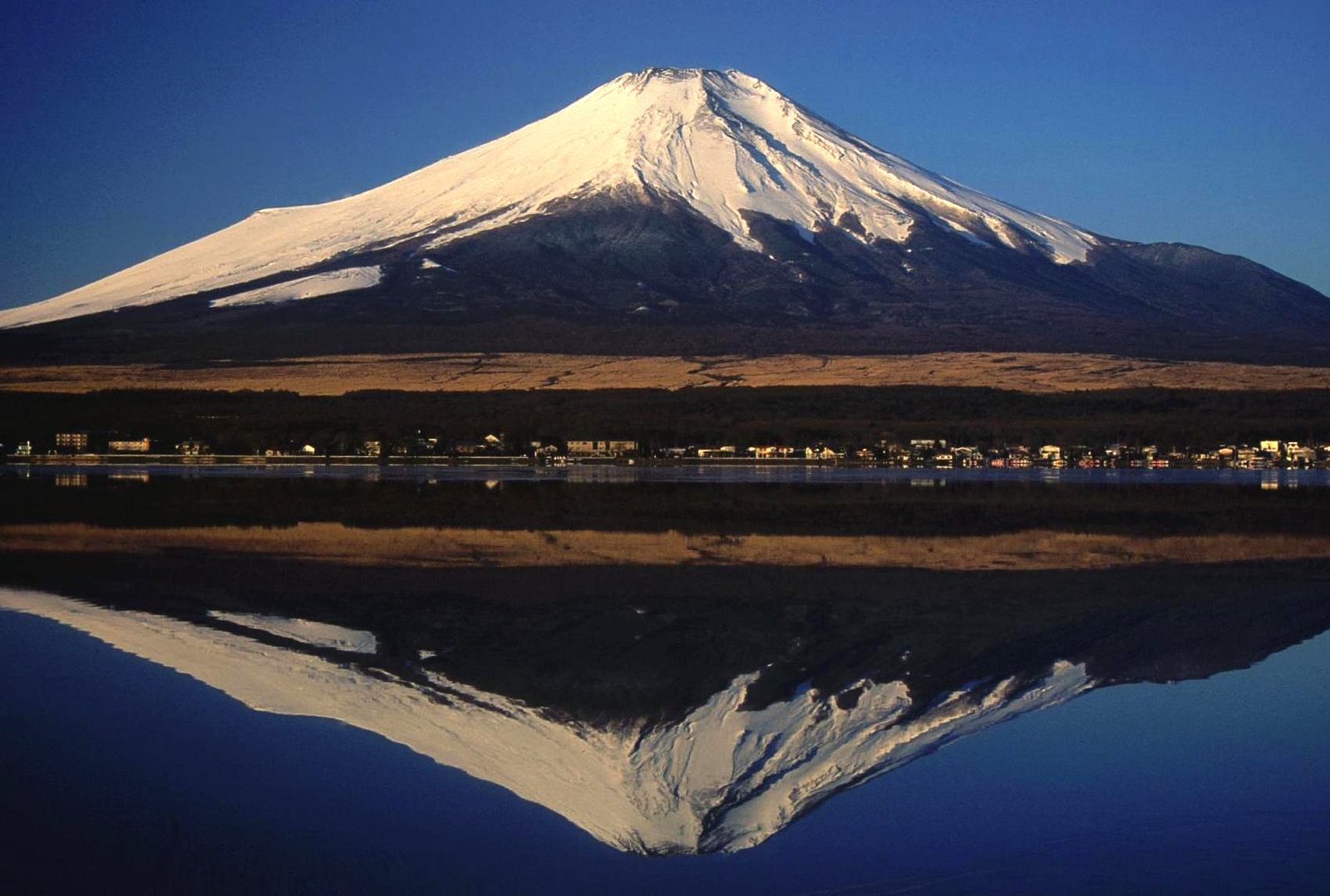
山中湖の逆さ富士

富士山検定（ふじさんけんてい）とは、富士商工会議所、富士吉田商工会議所、静岡新聞社・静岡放送、山梨日日新聞社・山梨放送、NPO法人富士山検定協会の5者で構成する「富士山検定実行委員会」が主催するご当地検定である。
第13回（平成30年度）を以って終了とのこと。

## 試験目的
富士山に関するあらゆる知識を試験形式で出題し、「富士山通」の度合いを認定する試験。富士山に関する理解を深めることを促進し、富士山の世界遺産登録を支援するとしている。

## 受験について
受験資格
制限なし（1級受験には2級および3級の合格が必要で、2級受験は3級試験の合格が必要）
等級
3級…富士山が大好きで、富士山についての基礎的な説明ができる。
2級…富士山について詳しい知識を持っていて、富士山の素晴らしさをアピールできる。
1級…富士山のスペシャリスト。
出題内容
自然・環境（地質、溶岩洞窟、樹海、湧水、富士五湖、植物、生物、天然記念物）、気象、歴史、文化・生活（伝説、修験道、富士講、富士山本宮浅間大社、文学、美術、重要文化財）、登山、観光・産業（交通、祭、名産品）の各分野から合計100問を出題。(3級および2級）
回答方式・合格基準
四者択一式(3級・2級)
単答方式＋記述方式(1級)
受験料
3級　1000円（税込）
2級　3000円（税込）
1級　5000円（税込）
会場
富士市または富士吉田市周辺の観光地（富士急ハイランドリゾートなど）や大学（富士常葉大学・都留文科大学など）。

## 関連書籍
- 富士山検定協会『富士山検定公式テキスト』スキージャーナル、2006年12月。ISBN 978-4789921039。